# Yāghīān
Yāghīān (persiska: یاغیان) är en ort i Iran.   Den ligger i provinsen Västazarbaijan, i den nordvästra delen av landet, 500 km väster om huvudstaden Teheran. Yāghīān ligger 1 559 meter över havet och antalet invånare är 110.
Terrängen runt Yāghīān är huvudsakligen kuperad. Yāghīān ligger nere i en dal. Runt Yāghīān är det ganska glesbefolkat, med 50 invånare per kvadratkilometer. Närmaste större samhälle är Sard Kūhestān, 4,7 km väster om Yāghīān. Trakten runt Yāghīān består i huvudsak av gräsmarker.